# Ivan Lenđer
Ivan Lenđer (Servisch: Иван Ленђер) (Zrenjanin, 29 juli 1990) is een Servische zwemmer. Hij vertegenwoordigde zijn vaderland op de Olympische Zomerspelen 2008 in Peking.

## Carrière
Bij zijn internationale debuut, op de Europese kampioenschappen kortebaanzwemmen 2007 in Debrecen, eindigde Lenđer als zesde op de 100 meter vlinderslag, op de 50 meter vlinderslag en de 100 meter wisselslag strandde hij in de series. Samen met Lazar Bogdanovski, Mladen Tepavcević en Radovan Siljevski werd hij uitgeschakeld in de series van de 4x50 meter wisselslag.
Op de Europese kampioenschappen zwemmen 2008 in Eindhoven strandde de Serviër in de halve finales van de 50 en de 100 meter vlinderslag, op de 100 meter vrije slag waren de series zijn eindpunt. Tijdens de Olympische Zomerspelen van 2008 werd Lenđer uitgeschakeld in de series van de 100 meter vlinderslag. In Rijeka nam de Serviër deel aan de Europese kampioenschappen kortebaanzwemmen 2008, op dit toernooi eindigde hij als zesde op de 100 meter vlinderslag en strandde hij in de halve finales op de 50 meter vlinderslag.
Op de wereldkampioenschappen zwemmen 2009 in de Italiaanse hoofdstad Rome werd Lenđer uitgeschakeld in de halve finales van de 100 meter vlinderslag en in de series van de 50 meter vlinderslag. Tijdens de Europese kampioenschappen kortebaanzwemmen 2009 in Istanboel veroverde de Serviër de bronzen medaille op de 100 meter vlinderslag, op de 50 meter vlinderslag eindigde hij op de zevende plaats.
In Boedapest nam Lenđer deel aan de Europese kampioenschappen zwemmen 2010, op dit toernooi eindigde hij als achtste op de 50 meter vlinderslag en strandde hij in de halve finales van de 100 meter vlinderslag. Op de 4x100 meter wisselslag werd hij samen met Lazar Bogdanovski, Čaba Silađi en Radovan Siljevski uitgeschakeld in de series. Op de wereldkampioenschappen kortebaanzwemmen 2010 in Dubai strandde de Serviër in de series van zowel de 50 als de 100 meter vlinderslag.
Tijdens de wereldkampioenschappen zwemmen 2011 in Shanghai werd Lenđer uitgeschakeld in de halve finales van de 50 meter vlinderslag en in de series van de 100 meter vlinderslag.

## Internationale toernooien
| Jaar | Olympische Spelen                          | WK langebaan                             | WK kortebaan                             | EK langebaan                                                  | EK kortebaan                                                                     |
| ---- | ------------------------------------------ | ---------------------------------------- | ---------------------------------------- | ------------------------------------------------------------- | -------------------------------------------------------------------------------- |
| 2007 |                                            | geen deelname                            |                                          |                                                               | 22e 50m vlinderslag 6e 100m vlinderslag 24e 100m wisselslag 13e 4x50m wisselslag |
| 2008 | 40e 100m vlinderslag                       |                                          | geen deelname                            | 55e 100m vrije slag 14e 50m vlinderslag 12e 100m vlinderslag  | 10e 50m vlinderslag 6e 100m vlinderslag                                          |
| 2009 |                                            | 18e 50m vlinderslag 11e 100m vlinderslag |                                          |                                                               | 7e 50m vlinderslag · 100m vlinderslag                                            |
| 2010 |                                            |                                          | 24e 50m vlinderslag 17e 100m vlinderslag | 8e 50m vlinderslag 10e 100m vlinderslag 12e 4x100m wisselslag | geen deelname                                                                    |
| 2011 |                                            | 11e 50m vlinderslag 24e 100m vlinderslag |                                          |                                                               | geen deelname                                                                    |
| 2012 | 18e 100m vlinderslag 13e 4x100m vrije slag |                                          |                                          |                                                               |                                                                                  |

## Persoonlijke records
Bijgewerkt tot en met 13 december 2009

### Kortebaan
| Afstand          | Tijd  | Datum            | Plaats    |
| ---------------- | ----- | ---------------- | --------- |
| 50m vlinderslag  | 22,79 | 13 december 2009 | Istanboel |
| 100m vlinderslag | 49,67 | 10 december 2009 | Istanboel |

### Langebaan
| Afstand          | Tijd  | Datum        | Plaats |
| ---------------- | ----- | ------------ | ------ |
| 50m vlinderslag  | 23,51 | 26 juli 2009 | Rome   |
| 100m vlinderslag | 51,22 | 31 juli 2009 | Rome   |